# Дом Советов (Орёл)
Дом Советов — административное здание в Орле, в котором размещаются Администрация Орловской области и Орловский областной Совет народных депутатов. Расположено по адресу: площадь Ленина, 1. Здание играет важную роль в формировании главной площади города.
Дом Советов был построен в 1961 году. К осуществлению был принят типовой проект архитекторов института «Ленгипрокоммунстрой» Н. Ф. Бровкина, М. Н. Михайлова, Л. Ю. Гальперина. Проект был впервые реализован в Пензе, позднее по тому же проекту построили Дома Советов в Липецке, Новгороде, Шахтах и Черкассах. В плане здание представляет собой прямоугольник с внутренним двором, в заднем корпусе которого выделяется полукруглый объём зала заседания. 
Архитектура здания выдержана в формах советского монументального классицизма. Главный фасад обращён в сторону площади. Фасад разделён на два яруса, нижний из которых выделен рустом. Центральную часть верхнего яруса (3—5 этажи) украшают пилястры. Вход оформлен порталом. Здание венчает парапет, в центре которого расположен герб СССР со знамёнами. Перед зданием на площади в 1961 году был установлен Памятник В. И. Ленину. 